# Завала (округ, Техас)
Шаблон:StateAbbr_ 28°52′ пн. ш. 99°46′ зх. д. / 28.86° пн. ш. 99.76° зх. д.
Округ Завала (англ. Zavala County) — округ (графство) у штаті Техас, США. Ідентифікатор округу 48507.

## Історія
Округ утворений 1858 року.

## Демографія
За даними перепису 2000 року загальне населення округу становило 11600 осіб, зокрема міського населення було 7379, а сільського — 4221. Серед мешканців округу чоловіків було 5728, а жінок — 5872. В окрузі було 3428 домогосподарств, 2806 родин, які мешкали в 4075 будинках. Середній розмір родини становив 3,7.
Віковий розподіл населення поданий у таблиці:
| Стать    | До 15 років | 15-21 | 22-29 | 30-39 | 40-49 | 50-65 | 65-85 | Понад 85 |
| -------- | ----------- | ----- | ----- | ----- | ----- | ----- | ----- | -------- |
| Чоловіки | 1658        | 735   | 676   | 758   | 687   | 680   | 477   | 57       |
| Жінки    | 1644        | 669   | 589   | 690   | 706   | 801   | 693   | 80       |

## Суміжні округи
- Ювалде — північ
- Фріо — схід
- Дімміт — південь
- Маверік — захід
- Ла-Салл — південний схід

## Виноски
1. ↑  https://web.archive.org/web/20180216143221/http://publications.newberry.org/ahcbp/documents/TX_Individual_County_Chronologies.htm
2. ↑  U.S. Decennial Census. United States Census Bureau. Архів оригіналу за 26 квітня 2015. Процитовано 12 травня 2015.
3. ↑  Texas Almanac: Population History of Counties from 1850–2010 (PDF). Texas Almanac. Архів оригіналу (PDF) за 26 лютого 2015. Процитовано 12 травня 2015.
4. ↑  State & County QuickFacts. United States Census Bureau. Архів оригіналу за 2 лютого 2016. Процитовано 29 грудня 2013.(англ.) Наведено за англійською вікіпедією.
5. ↑  American FactFinder. Бюро перепису населення США. Архів оригіналу за 21 травня 2008. Процитовано 31 січня 2008.

| США | Це незавершена стаття з географії США. Ви можете допомогти проєкту, виправивши або дописавши її. |